# Летчанська сільська рада
55°11′49″ пн. ш. 29°58′11″ сх. д. / 55.19694° пн. ш. 29.96972° сх. д.
Летча́нська сільська́ ра́да (біл. Лятча́нскі сельсавет) — адміністративно-територіальна одиниця у складі Вітебського району, Вітебської області Білорусі. Адміністративний центр сільської ради — село Малі Летці.

## Розташування
Летчанська сільська рада розташована на півночі Білорусі, на сході Вітебської області, у західному напрямку від обласного та районного центру Вітебськ.
Найбільша річка, яка протікає територією сільради, із сходу на захід — Західна Двіна із своєю правою притокою Шевинкою (Заронівкою) (26 км). Найбільші озера, які розташовані на її території — Шевіне (0,37 км²) та Летці (0,21 км²).

## Історія
Сільська рада була утворена 20 серпня 1924 року у складі Лосвідського району Вітебської округи БРСР. 29 жовтня 1924 року район був перейменований у Кузнецовський. 26 березня 1927 року район був ліквідований, а сільська рада приєднана до Вітебського району Вітебської округи. 26 липня 1930 року округа була ліквідована і рада у складі Вітебського району перейшла у пряме підпорядкування БРСР. 15 лютого 1931 район був ліквідований, сільська рада передана в адміністративне підпорядкування Вітебської міської ради. 27 липня 1937 року сільська рада передана до складу відновленого Вітебського району. З 20 лютого 1938 року, після утворення Вітебської області 15 січня 1938 року, разом із Вітебським районом, увійшла до її складу.

## Склад сільської ради
До складу Летчанської сільської ради входить 31 населений пункт:
| - Малі Летці — село. - Авселеве — село. - Бітелеве — село. - Великі Летці — село. - Великі Трубочі — село. - Вовкове — село. - Гришани — село. - Димовщина — село. - Слобода Жуковська — село. - Зайцеве — село. - Запруддя — село. - Козаки — село. - Капітанове — село. - Кіровська — агромістечко. - Княжиця — село. - Кузнецове — село. | - Ломи — село. - Луки — село. - Малі Трубочі — село. - Новики — село. - Новосілки — село. - Побідинщина — село. - Підлазники — село. - Придвіння — село. - Старе Село — село. - Уволоки — село. - Хотиничі — село. - Чирино — село. - Шевине — село. - Шерсні — село. - Якутіне — село. |